# Resolució 549 del Consell de Seguretat de les Nacions Unides
La Resolució 549 del Consell de Seguretat de les Nacions Unides, aprovada el 19 d'abril de 1984, després de recordar les resolucions anteriors del Consell de Seguretat de les Nacions Unides sobre el tema, així com l'estudi de l'informe del Secretari General de les Nacions Unides sobre la Força Provisional de les Nacions Unides a Líban (FPNUL) aprovada a la 426 (1978), el Consell va decidir ampliar el mandat de la FPNUL durant sis mesos més fins al 19 d'octubre de 1984.
El Consell, després, va reafirmar el mandat de la Força i va demanar al Secretari General que informés sobre els progressos realitzats respecte a l'aplicació de la resolució.
La resolució 549 va ser aprovada per 13 vots a cap, amb dues abstencions de la República Socialista Soviètica d'Ucraïna i la Unió Soviètica.